# Блумберг, Юхан
Юхан Ларс Блумберг (швед. Johan Lars Blomberg; 14 июня 1987, Лунд, Швеция) — шведский футболист, полузащитник клуба «Треллеборг».

## Клубная карьера

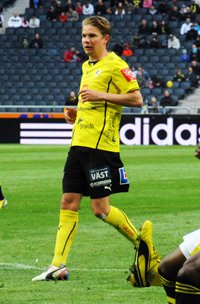
Блумберг в составе «Хальмстада»

Блумберг — воспитанник клуба «Лунд» из своего родного города. В 2009 году Юзан перешёл в «Энгельхольм». 17 мая в матче против «Квидинга» он дебютировал в Суперэттан. 19 июня 2010 года в поединке против «Тролльхеттана» Юхан забил свой первый гол за «Энгельхольм». В начале 2012 года Блумберг перешёл в «Хальмстад». 9 апреля в матче против «Хаммарбю» он дебютировал за новую команду. 16 июня в поединке против «Варнамо» Юхан забил свой первый гол за «Хальмстад». По итогам сезона Блумберг помог команде выйти в элиту. В 2013 году в матче против «Мальмё» он дебютировал в Аллсвенскане.
4 ноября 2014 года Блумберг перешёл в АИК. 6 апреля в матче против своего бывшего клуба «Хальмстад» он дебютировал за новую команду. В этом же поединке Юхан забил свой первый гол за АИК.
20 ноября 2017 года Блумберг перешёл в клуб MLS «Колорадо Рэпидз». В американской лиге он дебютировал 9 марта 2018 года в матче против «Нью-Инглэнд Революшн». 13 августа 2019 года Блумберг вернулся играть на родину, отправившись в аренду в клуб Аллсвенскана «Сундсвалль» на оставшийся срок его контракта с «Колорадо Рэпидз», до конца сезона.
6 мая 2020 года Блумберг вернулся в «Сундсвалль», подписав контракт на два сезона. 31 января 2021 года Блумберг расторг контракт с «Сундсваллем» по взаимному согласию сторон, после чего перешёл в «Треллеборг», подписав двухлетний контракт.